# Propières
Propières ist eine Gemeinde im französischen Département Rhône in der Region Auvergne-Rhône-Alpes. Sie gehört zum Kanton Thizy-les-Bourgs im Arrondissement Villefranche-sur-Saône. Die Bewohner nennen sich Propirons.

## Geographie
An der östlichen Gemeindegrenze entspringt das Flüsschen Aze, im Südwesten der Mussy.
Die Gemeinde grenzt im Westen an Azolette, im Nordwesten an Saint-Germain-la-Montagne und Saint-Clément-de-Vers, im Norden an Saint-Igny-de-Vers, im Nordosten an Deux-Grosnes mit Monsols, im Osten an Les Ardillats und Chénelette, im Südosten an Poule-les-Écharmeaux und im Südwesten an Belleroche.

## Bevölkerungsentwicklung
| Jahr                       | 1962 | 1968 | 1975 | 1982 | 1990 | 1999 | 2008 | 2013 |
| -------------------------- | ---- | ---- | ---- | ---- | ---- | ---- | ---- | ---- |
| Einwohner                  | 518  | 519  | 481  | 434  | 404  | 419  | 465  | 461  |
| Quellen: Cassini und INSEE |      |      |      |      |      |      |      |      |